# Blattny Tibor
Blattny Tibor (Kassa, 1883. február 22. – Besztercebánya, 1969. december 12.) erdőmérnök, botanikus, szakíró. Botanikai szakmunkákban nevének rövidítése: „Blattny”.

## Életrajza
1903-ban végzett a selmecbányai Bányászati és Erdészeti Akadémián és még ez évtől a besztercebányai erdőigazgatóságon kezdett dolgozni.
1917-ben főmérnök a kincstári erdészetnél, majd Selmecbányán főerdőmester, és 1918-tól Zólyom vármegyében, Kisgaram székhellyel a cserpataki erdőgondnokságot vezette, 1919-ben lett erdőtanácsos. 1921-től Zsarnócára, 1930-ban Liptóújvárra került igazgató helyettesnek főerdőtanácsosi címmel. 1937-től a morvaországi Hodonínban, 1938-tól Pozsonyban a szlovák állami erdészeti vezérigazgatóságon működött kormánytanácsosi rangban. 1945-től nyugdíjasként Rimaszombatban a mezőgazdasági levéltár vezetője volt.
Besztercebányán, 86 évesen érte a halál 1969. december 12-én.

## Munkássága
Erdészettörténeti kutatásokat folytatott. Számos publikációja jelent meg.

## Főbb munkái
- Az erdészeti jelentőségű fák és cserjék elterjedése a magyar állam területén (Fekete Lajossal, I-II., Budapest, 1913)